# 프리웨이 (1996년 영화)
《프리웨이》(영어: Freeway)는 미국에서 제작된 1996년 블랙 코미디 범죄 스릴러 영화이다. 매슈 브라이트가 연출과 각본을 맡고, 키퍼 서덜랜드, 리스 위더스푼, 브룩 실즈 등이 출연하였다. 빨간 두건 줄거리를 어둡게 해석하였다.
1996년 제12회 선댄스 영화제에서 전 세계 최초로 상영되었으며, 심사위원 대상 경쟁작이었다. 흥행에 성공하지 못했으나 이후 컬트 지지층이 형성되었다.

## 줄거리
주인공 버네사는 로스앤젤레스 빈민가에 사는 10대 소녀이다. 반항심이 강한 버네사는 어머니가 매춘 혐의로 경찰에 붙잡히자 차를 훔쳐 할머니가 살고 있는 캘리포니아주 스톡턴으로 향하게 된다. 도중 차가 고장이 나 버네사는 밥이라는 남자의 도움을 받는다.
사실 밥은 연쇄 살인범이었다. 이를 전혀 짐작하지 못한 버네사는 성폭행을 하던 계부와 매춘을 하는 어머니 얘기를 늘어놓는다. 밥이 버네사에게 너를 죽이려고 접근했다고 말하자 버네사는 총을 몇 발 쏜 뒤 달아난다.
곧 붙잡힌 버네사는 재판에 회부된다. 버네사를 심문하러 온 두 경관은 당연히 버네사가 죄를 지었다고 생각하면서 바로 철창에 가두고 버네사 말은 들으려 하지도 않는다. 밥은 그의 속내를 까맣게 모르는 아내 미미에게 영웅으로 칭송을 받는다.
너무 놀라 어찌할 바를 모르던 버네사는 마약에 중독된 레즈비언 친구와 갱 두목에게서 도움을 받아 탈출한다. 그 사이 두 경관은 사건을 재수사하다가 밥이 외출한 사이에 밥의 집에서 도색 잡지와 아동 포르노 사진 더미를 발견하면서 버네사와 밥에 대해 재고하게 된다. 충격을 받은 미미는 머리에 총을 쏴 자살한다. 집에 왔다가 집 앞에 주차된 경찰차를 본 밥은 경찰을 피해 버네사의 할머니 집으로 향한다.
버네사는 매춘부인 척하고 한 남자의 차를 빼앗아 할머니 집으로 간다. 그러나 버네사는 할머니가 아니라 할머니 옷을 입고 할머니인 척하고 있는 밥과 이미 죽은 할머니 시체를 마주한다. 몇 분의 싸움 끝에 버네사는 가까스로 밥을 쏴 죽이고, 마침 도착한 두 경관은 버네사의 결백을 인정하게 된다.

## 출연진
| 이름             | 배역               |
| ---------------- | ------------------ |
| 키퍼 서덜랜드    | 밥 울버턴          |
| 리스 위더스푼    | 버네사 러츠        |
| 울프갱 보디슨    | 마이크 브리어 형사 |
| 댄 허데이야      | 가넷 월리스 형사   |
| 어맨다 플러머    | 러모나 러츠        |
| 브룩 실즈        | 미미 울버턴        |
| 마이클 T. 와이스 | 래리               |
| 보킴 우드바인    | 초퍼 우드          |
| 기예르모 디아스  | 플래코             |
| 브리트니 머피    | 론다               |
| 얼라나 우바크    | 머스키타           |
| 수전 반스        | 컬린스 씨          |
| 컨차타 페럴      | 시츠 부인          |
| 타라 서브코프    | 샤론               |
| 줄리 애러스코그  | 검사               |
| 로나 레이버      | 판사               |
| 폴 페리          | 경찰 1             |